# Hermann Wäschke
Hermann Wäschke (* 21. Mai 1850 in Großpaschleben; † 27. November 1926 in Zerbst) war ein deutscher Historiker, Archivar und Mundartdichter.

## Leben

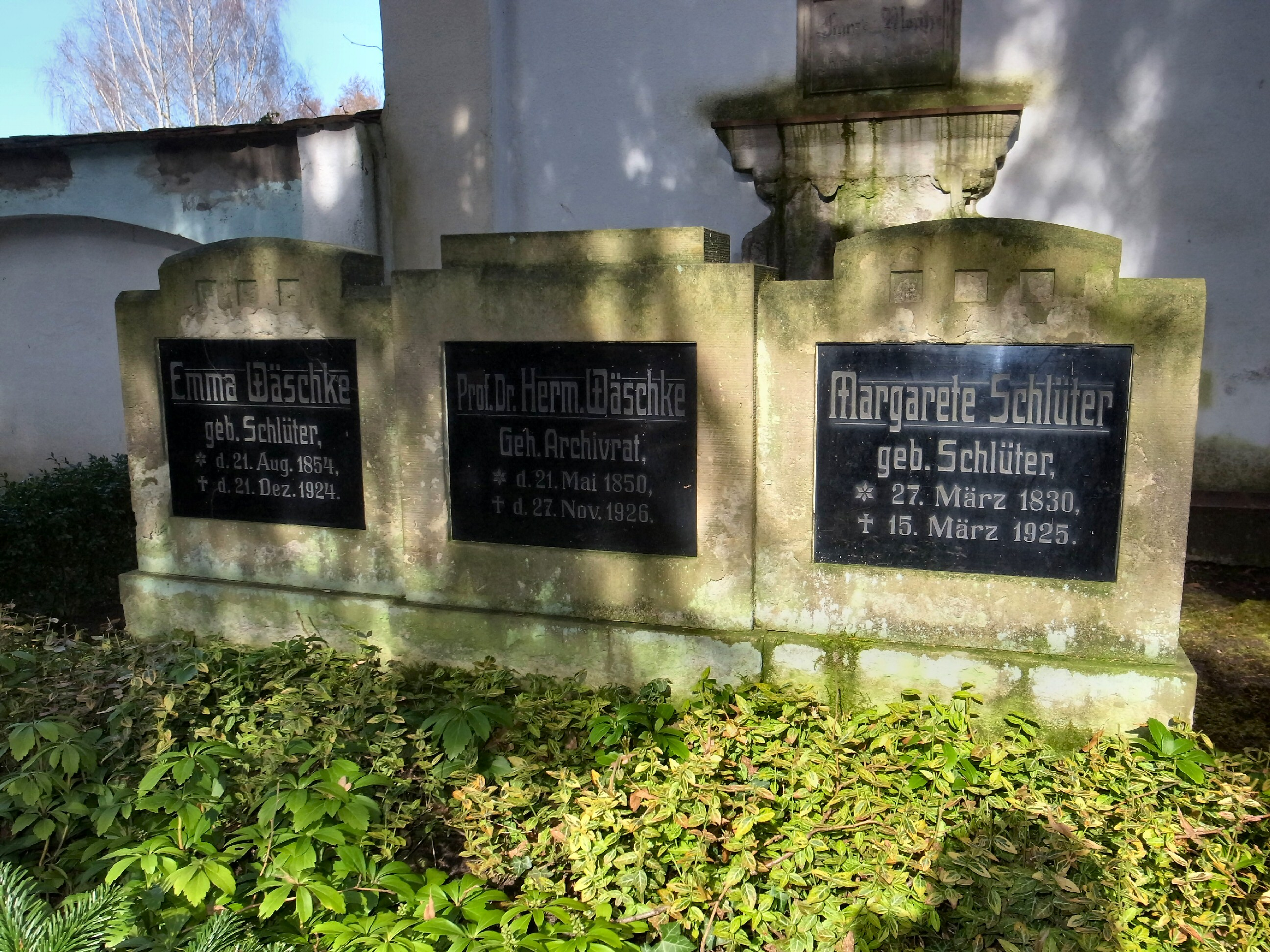
Ruhestätte in Zerbst

Hermann Wäschke war das fünfte von sechs Kindern der Familie Wäschke, Großpaschleben, Kreis Köthen, Nr. 47 (heutige Hermann-Wäschke-Straße in Großpaschleben). Aus einfachen Verhältnissen stammend – sein Vater war Landarbeiter – absolvierte er dennoch das Ludwigsgymnasium in Köthen, studierte später in Leipzig Philologie und promovierte 1875 mit „De crasi Aristophanea“ zum Dr. phil. Während des Studiums wurde er Mitglied des Klassisch-Philologischen Vereins Leipzig im Naumburger Kartellverband.
Von 1875 an war er Lehrer zunächst in Dessau und ab 1882 im Zerbster Gymnasium „Francisceum“, übernahm von 1901 an die Leitung des Herzoglichen Haus- und Staatsarchivs in Zerbst und avancierte dort zum Geheimen Archivrat. 1907 schuf er ein Festspiel anlässlich der 900-Jahr-Feier der Stadt Zerbst, welches im selben Jahr zur Aufführung kam. Am 1. April 1925 trat Hermann Wäschke in den Ruhestand.
Am 14. Mai 1925 ernannte ihn die Stadt Zerbst zum Ehrenbürger: „Für verdienstvolle Arbeit zum Wohle der Stadt Zerbst wurde für sein Lebenswerk als Ehrenbürger der Stadt Zerbst geehrt Geheimer Archivrat Professor Dr. phil. Hermann Wäschke“. Er starb am 27. November 1926 in der Biaser Straße Nr. 9 in Zerbst. Er hinterließ keine Kinder.
Neben seiner Lehrtätigkeit war er schriftstellerisch tätig und gab zahlreiche Publikationen heraus. Darunter sind Fest- und Schauspiele sowie Übersetzungen und Veröffentlichungen zur anhaltischen Geschichte. Bekannt sind vor allem seine „Paschlewwer Jeschichten“, wo er Sitten und Gebräuche im Dialekt seiner Heimat Anhalt auf unterhaltsame Weise darstellt.

## Werke
- Über die Entstehung der Sprache u. der Einzelsprachen. Weniger & Co., Dessau 1881.
- König Siegfrieds Einkehr : Dichtung. Zeidler, Zerbst 1890.
- Unicus : Festspiel zur Einweihung des neuen Schützenhauses in Zerbst. Zeidler, Zerbst 1890.
- Abriß der Anhaltischen Geschichte. Baumann, Dessau 1895.
- Anhältsche Dorfjeschichten Bd. 1–8; Paschlewwer Jeschichten. Schettler, Köthen 1900 bis 1911.[3]
- Geschichte der Stadt Dessau. 1901.
- Die Dessauer Elbbrücke. In: Historische Kommission für die Provinz Sachsen und das Herzogtum Anhalt (Hrsg.): Neujahrsblätter. Nr. 27. Otto Hendel, Halle a. S. 1903, urn:nbn:de:bsz:14-db-id18960845243.
- Friedrich Herzog von Anhalt. Schroedel, Dessau 1904.
- Anhalt vor hundert Jahren. Baumann, Dessau 1904.
- Die Askanier in Anhalt: genealogisches Handbuch. Dünnhaupt, Dessau 1904.
- Richard Wagner in Bernburg. um 1904.
- Drei Kronen in Dessau. Weniger, Dessau 1905.
- Des alten Dessauers Jugendzeit. Baumann, Ballenstedt a. H. 1906.
- Das Zerbster Bier. In: Historische Kommission für die Provinz Sachsen und das Herzogtum Anhalt (Hrsg.): Neujahrsblätter. Nr. 30. Otto Hendel, Halle a. S. 1906, urn:nbn:de:bsz:14-db-id18960870274.
- Aus Großmutterns Zerbster Chronik. Gast, Zerbst 1907.
- Die Zerbster Ratschronik. Dünnhaupt, Dessau 1907.
- Träume: eine Erzählung. Schettler, Cöthen-Anhalt 1908.
- Regesten der Urkunden des Herzoglichen Haus- und Staatsarchivs zu Zerbst aus den Jahren 1401–1500. Dünnhaupt, Dessau 1909.
- Geschichte der Familie von Davier. Cöthen 1909.
- Schills Zug durch Anhalt. In: Historische Kommission für die Provinz Sachsen und das Herzogtum Anhalt (Hrsg.): Neujahrsblätter. Nr. 36. Otto Hendel, Halle a. S. 1912, urn:nbn:de:bsz:14-db-id18960990418.
- Anhaltische Geschichte 1–3. Schulze, Cöthen 1912 und 1913.
- Theodor Körner in Zerbst: vaterländisches Schauspiel in drei Akten. Schnee, Zerbst 1913.
- Wolfgang, Fürst zu Anhalt in seinen Jugendjahren. In: Historische Kommission für die Provinz Sachsen und das Herzogtum Anhalt (Hrsg.): Neujahrsblätter. Nr. 41. Otto Hendel, Halle a. S.  1917, urn:nbn:de:bsz:14-db-id19027440129.